# Davy O'List
David O'List (Chiswick, Londres, Inglaterra; 13 de diciembre de 1948), también conocido como Davy O'List, es un guitarrista, cantante y trompetista de rock británico. Actuó con bandas como The Attack, The Nice, Roxy Music y Jet. También tuvo un breve paso por Jethro Tull y Pink Floyd.
También fue el guitarrista que sustituyó a Tony Iommi en los Jethro Tull, aunque sólo estuvo en el grupo menos de una semana, con lo que batió el récord de escasa permanencia del anterior músico dentro del grupo.
En 1966, O'List, usando el nombre de David John, formó la banda The Attack como guitarrista principal.